# ゲオルク・ムッファト
ゲオルク・ムッファト（Georg Muffat, 1653年6月1日受洗 - 1704年2月23日）は、バロック音楽の作曲家。フランス出身だが、主に南ドイツで活躍した。

## 生涯
サヴォイア公国、現在スキー観光地として有名なフランスのムジェーヴ Megève に生まれる。父方はスコットランド系、母方はフランス系だが、本人はドイツ人の自意識を持っていた。1663年から1669年までジャン＝バティスト・リュリに師事し、アルザス＝ロレーヌ地方でオルガニストに就任。その後ウィーンに滞在するが、公職に就くことができず、1677年にプラハを訪れ、それからザルツブルクに行き、約10年にわたってザルツブルク大司教の宮廷に仕える。1680年ごろにイタリアを訪ねてベルナルド・パスクィーニにオルガンを師事する傍ら、アルカンジェロ・コレッリに会い、その作品に非常に好感を覚えるようになる。1690年から没するまでパッサウ司教の宮廷楽長を務め、同地で他界した。翌1705年、後任の楽長にベネディクト・アントン・アウフシュナイターが就任。
ムッファトは、フローベルガーやヘンデルのように、ヨーロッパ諸国の音楽伝統の交流に大きな役割を果たしたコスモポリタンな作曲家だった。出身国であるフランスや、イタリアの作曲家に強く影響されており、その器楽の様式を南ドイツに持ち込んだ。

## 作品

### 出版作品
- 室内楽曲集《アルモニコ・トリブート（音楽の捧げもの）Armonico tributo 》（1682年）

　さまざまな楽器のためのソナタ
- オルガン曲集《音楽とオルガンの資料Apparatus musico-organisticus》（1690年）

　トッカータ、パッサカリア、シャコンヌ、アリアと変奏
- 管弦楽組曲集《フロリレギウム (音楽の花束) Florilegium 》（1695/1698年）

　2巻から成り、4～5声のフランス的書法が見られる。また、フランス序曲で始まるこの様式は、師であるリュリから影響されている。
- コンチェルト集《器楽曲撰集Auserlesene... instrumental Musik 》（1701年）

　《アルモニコ・トリブート》の素材を転用した12の合奏協奏曲

### 未出版作品
- チェンバロのためのパルティータ（自筆譜にて伝承）
- 24声のためのミサ曲《 Missa in labore requies 》、サルヴェ・レジナほかの宗教曲

ムッファトの通奏低音に関する著作は、当時の音楽習慣についての有益な指摘がある。息子ゴットリープも作曲家である。

## メディア
Toccata prima